# Opistophthalmus laticauda
Espèce
Opistophthalmus laticauda est une espèce de scorpions de la famille des Scorpionidae.

## Distribution
Cette espèce est endémique du Cap-du-Nord en Afrique du Sud. Elle se rencontre vers Calvinia.

## Description
Le mâle holotype mesure 101 mm.

## Publication originale
- Purcell, 1898 : Descriptions of new South African scorpions in the collection of the South African Museum. Annals of the South African Museum, vol. 1, p. 1–32 (texte intégral).
- (en) BioLib : Opistophthalmus laticauda  Purcell, 1898 (consulté le 8 août 2020)
- (en) Catalogue of Life : Opistophthalmus laticauda Purcell, 1898 (consulté le 20 décembre 2020)